# Boygenius
Boygenius (estilizado em letras minúsculas) é um supergrupo indie americano. É composto pelas cantoras e compositoras americanas Julien Baker, Phoebe Bridgers e Lucy Dacus. Elas estrearam com seu EP homônimo em 2018, e então retornaram, após um hiato, com seu primeiro álbum de estúdio, The Record (2023), que foi um sucesso comercial e de crítica. Rotulado como um "clássico instantâneo" pela NME, liderou as paradas no Reino Unido, Irlanda e Holanda, e alcançou a quarta posição na Billboard 200 dos EUA . Seu segundo EP, The Rest, foi lançado em 13 de outubro de 2023.

## História

### 2018: Formação, EP e turnê

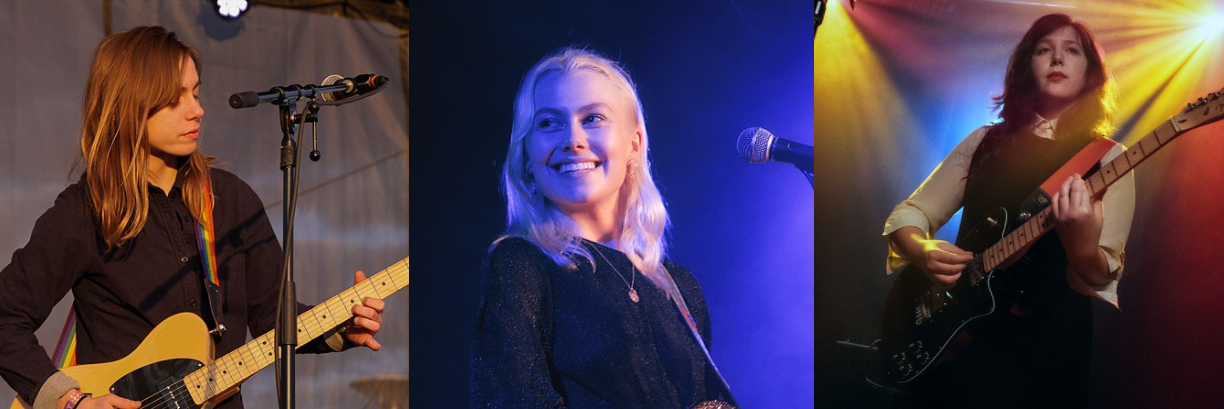
Boygenius em 2018–2019

Bridgers já se referiu à formação do grupo como "uma espécie de acidente", já que cada uma das membras eram apenas fãs do trabalho umas das outras, tendo eventualmente se tornado amigas. Tanto Dacus quanto Bridgers já haviam aberto shows para Baker em turnês diferentes em 2016, e todas elas participavam de círculos sociais semelhantes, dado que eram jovens artistas emergentes navegando na cena indie.
As três se tornaram próximas e compartilharam suas frustrações por serem constantemente comparadas umas com as outras como "mulheres do rock", apesar de terem consideráveis diferenças em seus estilo musicais. Dacus já comentou que a ideia de mulheres no campo musical "não deveria ser relevante, na verdade", com Bridgers adicionando que "não é um gênero". Cada uma das integrantes já comentou sobre a tendência da indústria musical em provocar as mulheres a ficar umas contra as outras, tendo o grupo sido criado, em parte, para rejeitar essa ideia. "Eu espero que as pessoas vejam a nós três e saibam que não há uma competição," Dacus comenta. "Você não precisa competir com seus contemporâneos. Você pode fazer algo bom com as pessoas que admira."